# Cerianthus brasiliensis
Cerianthus brasiliensis is een Cerianthariasoort uit de familie van de Cerianthidae. De wetenschappelijke naam van de soort is voor het eerst geldig gepubliceerd in 1919 door Mello-Leitão.